# Leiodidae
Los leiódidos (Leiodidae) son una familia de coleópteros polífagos con unas 1400 especies descritas. Su tamaño oscila entre 2 y 7 mm.
Muchas especies, sobre todo de Leiodinae y Coloninae, se alimentan de hongos en madera en descomposición o en el suelo. Los Cholevinae y Platypsyllinae se encuentran en cadáveres de animales, en hormigueros, en madrigueras de mamíferos y en cuevas. Por otro lado, Platypsyllus castoris vive en el pelaje de los castores.
La familia ha sido denominada también Liodidae y Anisotomidae. Las subfamilias citadas han sido consideradas en un momento u otro como familias independientes.